# Robert Brown (botanikus)
Robert Brown (Montrose, Skócia, 1773. december 21. – London, 1858. június 10.) angol botanikus. Botanikai szakmunkákban nevének rövidítése: „R. Br.”.

## Élete
Édesapja Montrose városában volt lelkész. Aberdeen és egyetemein orvosi pályára készült. 1795-ben sebésszé nevezték ki az Irlandban állomásozó ezredbe, ahonnan 1801-ben az Investigator nevű hajón Ausztrália addig ismeretlen partvidékeinek botanikai átkutatására indult. 1805-ben 4000-nél több és jobbára csak ekkor fölfedezett növényfajból álló gyűjteménnyel tért vissza hazájába. Első közlése: Prodromus flor' Nov' Holandi' címmel Londonban 1810-ben jelenhetett meg, amelyet Oken az Isisben lenyomatott és Nees von Esenbeck Brown pótlásaival bővítve adott ki (Nürnberg, 1827). Ausztrália növénycsaládainak eloszlása Remarks on the botany of terra australis címen jelent meg (London, 1814). Más kutatók gyűjtését a Supplementum primum flor Nov Hollandi című művében (London, 1830) közölte. Tekintélye előtt meghajolva mások is reá bízták gyűjtésük földolgozását; így Horsfield 1802–1805-ös Jáva-szigeti kutatását is Brown adta ki (Plant' javanic', 1838–40). A Salt abesszíniai (1816), Christian Smith Kongó-melléki (1818), Oudney Denham és Clapperton közép-afrikai (1822–24) utazásai gyűjtött növényeket is ő dolgozta fel. Vele készítették el útleírásaik botanikai részét a nagy sarkvidéki utazók, mint James Ross, William Edward Parry, Edward Sabine és John Franklin. A Linnean Society Brownt 1822-ben kültagjává, 1840-ben elnökévé választotta és e tisztségéről csak 1853-ban, elöregedése miatt mondott le. A királyi pénztárból évi 200 font tiszteletdíjat kapott és öreg napjaira nyugodtan élhetett. Apróbb munkáit Bennett adta ki: The miscellaneous botanical works of Robert Brown (London, 1866–1868, két kötet). Ugyanő írta meg Brown életrajzát is (uo. 1859).

## Tudományos munkássága
Számos új nemzetség és család meghatározásával tökéletesítette a növények osztályozását. Jelentősen gyarapította ismereteinket a:
- növényembriológia,
- növénymorfológia és
- növényföldrajz

résztudományokban (utóbbi értelemszerűen főleg az ausztrál flóraterületen).
Korszakos eredményeként ő fedezte fel (és nevezte el nucleusnak) a növények sejtmagját. Másik nagy botanikai felfedezése a nyitvatermők (Gymnospermae) és a zárvatermők (Magnoliophyta, eredetileg Angiospermae) megkülönböztetése.

### A Brown-mozgás
Jeles szakmai eredményei dacára nevét nem annyira botanikai munkásságáról, mint az általa mintegy mellékesen felfedezett (és róla elnevezett) fizikai jelenségről, a Brown-mozgásról ismerjük.

## További tagságai
```
Természettudományos Akadémia]]
[
11
]
```

- 1815: Bajor Tudományos Akadémia(wd) (kültag)
- 1825: Society of Edinburgh.[12]
- 1812: Porosz Tudományos Akadémia(wd)
- 1814: Académie des sciences
- 1828: Orosz Tudományos Akadémia] (tiszteletbeli tag)
- 1849: American Academy of Arts and Sciences